# Samux (Rayon)
Samux ist ein Rayon in Aserbaidschan. Die Hauptstadt des Bezirks ist die Stadt Samux, die bis zum 13. Juni 2008 Nəbiağalı hieß. Der Name kommt vom kaukasisch-albanischen Wort für Ort der Jagd im Wald.

## Geografie

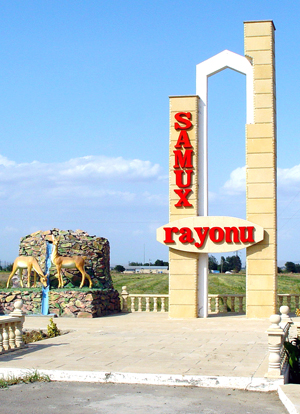
Begrüßungsschild des Bezirks

Der Bezirk hat eine Fläche von 1210 km². Durch den Rayon fließen die Flüsse Kura, Qabırrı, Ganikh und Gusgara. Er ist teilweise bewaldet, wobei Eichen- und Pinienwälder vorherrschend sind.

## Bevölkerung
Die Einwohnerzahl beträgt 59.200 (Stand: 2021). 2009 lebten im Rayon 53.400 Menschen in 29 Siedlungen.

## Wirtschaft
Die Wirtschaft ist landwirtschaftlich geprägt. Es wird vor allem Obst, Gemüse und Wein angebaut sowie Viehzucht betrieben.